# الگوریتم بانکدار
الگوریتم بانکدار یک الگوریتم تخصیص منابع و اجتناب از بن‌بست است که توسط ادسخر دیسترا توسعه یافته که امنیت آن به وسیله شبیه‌سازی تخصیص بیشترین مقدار ممکن از تمام منابع آزمایش شده به طوری که یک s-state ایجاد می‌کند تا برای همه فرایندهای در حال انتظار تمام شرایط بن‌بست را قبل از تصمیم‌گیری و اجازه تخصیص منبع بررسی کند.
این الگوریتم در طراحی فرایند در سیستم عامل THE توسعه یافته و در اصل (به هلندی) در EWD108 شرح داده شده.

## الگوریتم
الگوریتم بانکدار هر زمان که یک فرایند درخواست منبع کند توسط سیستم عامل اجرا می‌شود.
الگوریتم به وسیله انکار یا تعویق درخواست از بن‌بست جلوگیری می‌کند. این در صورتی است که اگر تعیین شود که پذیرش درخواست می‌تواند سیستم را به حالت نا امن ببرد. (حالتی که بن‌بست می‌تواند رخ دهد). هنگامی که یک فرایند جدید وارد یک سیستم می‌شود باید حداکثر تعداد درخواستی از هر یک از منابع را اعلام کند که «نباید از تعداد کل منابع در سیستم تجاوز کند». همچنین هنگامی که یک فرایند همه منابع درخواستی را تحویل می‌گیرد باید آن‌ها را پس از اتمام عملیاتش، بازگرداند.

### مثال
با فرض اینکه سیستم دارای چهار نوع منبع A,B،C,D باشد. این مثال نشان می‌دهد منابع چگونه اختصاص می‌یابند. توجه که این مثال مشان می‌دهد سیستم یک لحظه قبل از درخواست جدید در چه حالتی است.
تعداد کل منابع در سیستم(Resource):
```
R
1
 R
2
 R
3

۶ ۳ ۹
```

بردار موجودی(Available):
(تعداد به کاررفتن هر منبع در کل فرایندها - تعداد کل آن منبع = موجودی آن منبع)
```
R
1
 R
2
 R
3

۱ ۱ ۰
```

ماتریس منابع تخصیص یافته (Allocation) :
```
R
1
 R
2
 R
3

P
1
 1 0 0
P
2
 6 1 2
P
3
 2 1 1
P
4
 0 0 2
```

ماتریس کل درخواست ها(Claim) :
```
R
1
 R
2
 R
3

P
1
 3 2 2
P
2
 6 1 3
P
3
 3 1 4
P
4
 4 2 2
```

ماتریس منابع مورد نیاز فرایندها برای اتمام (Need):
(کل درخواست - تخصیص یافته =نیاز)
```
R
1
 R
2
 R
3

P
1
 2 2 2
P
2
 0 0 1
P
3
 1 0 3
P
4
 4 2 0
```

### حالات امن و ناامن
1. زمانی یک حالت را امن گوییم که حداقل یک ترتیب از فرایندها وجود دارد که تمام فرایندها می‌توانند تا کامل شدن اجرا شوند. از آنجایی که سیستم نمی‌تواند بداند یک فرایند کی به پایان می‌رسد یا چه تعداد منابع درخواست خواهد شد، پس سیستم فرض می‌کند همه فرایندها تلاش می‌کنند که حداکثر منابع را در اختیار داشته باشند تا زودتر به پایان برسند. از آنجایی که سیستم به‌طور ویژه اهمیت نمی‌دهد که اجرای هر فرایند چقدر طول می‌کشد پس این یک فرض معقول در اکثر موارد است. همچنین اگر یک فرایند بدون دستیابی به حداکثر منابع پایان یابد فقط اجرا را روی سیستم ساده‌تر کرده‌است. حالت امن در نظر گرفته شده که تصمیم بگیرد فرایند به صف آماده برود. حالت امن ایمنی را تضمین می‌کند.

طبیعی است که حالتی که امن نباشد، حالت ناامن است.

#### مثال حالت امن
می‌توانیم با نشان دادن اینکه هر فرایند حداکثر منابع مورد نیاز را دریافت و به پایان می‌رسد حالت امن را در مثال قبل نشان دهیم.
- فرایند p1 برای کامل شدن به <۲ ۲ ۲> واحد به ترتیب از R1,R2,R3 نیاز دارد. اما این تعداد از منابع از تعداد بردار موجودی بیشتر است. پس درخواست رد می‌شود.
- فرایند p2 برای کامل شدن به <۱ ۰ ۰> نیاز دارد. منابع موجود است. پس اختصاص داده می‌شود و بردار موجودی به حالت زیر در می‌آید:
  - [<available : <0 1 1> - <0 0 1> = <۰ ۱ ۰]
- فرایند p2 تمام منابع درخواستی اش را در اختیار دارد پس تا تمام شدن اجرا می‌شود و بعد از آن منابعش را آزاد می‌کند و منابع آزاد شده به بردار موجودی اضافه می‌شود.
  - [<available: <0 1 0>+<6 1 3>= <۶ ۲ ۳]
  - ماتریس درخواست‌های کل (Claim) به صورت زیر تغییر می‌کند :

```
R
1
 R
2
 R
3

P
1
 3 2 2
P
2
 0 0 0
P
3
 3 1 4
P
4
 4 2 2
```

##### ᗛ پس از اتمام هر فرایند، باید دوباره از اولین ردیف، نیازمندی‌ها بررسی شود
- فرایند p1 برای کامل شدن به <۲ ۲ ۲> نیاز دارد. منابع موجود است. پس اختصاص داده می‌شود فرایند کامل شده و منابعش را آزاد می‌کند:
  - [<available: <6 2 3>-<2 2 2> + <3 2 2>= <۷۲۳]
  - ماتریس درخواست‌های کل :

```
R
1
 R
2
 R
3

P
1
 0 0 0
P
2
 0 0 0
P
3
 3 1 4
P
4
 4 2 2
```

- فرایند p3 برای کامل شدن به <۳ ۰ ۱> نیاز دارد. منابع موجود است. پس اختصاص داده می‌شود فرایند کامل شده و منابعش را آزاد می‌کند:
- [<available: <7 2 3>-<1 0 3> + <3 1 4>= <۹ ۳ ۴]
- ماتریس درخواست‌های کل :

```
R
1
 R
2
 R
3

P
1
 0 0 0
P
2
 0 0 0
P
3
 0 0 0
P
4
 4 2 2
```

- فرایند p4 برای کامل شدن به <۰ ۲ ۴> نیاز دارد. منابع موجود است. پس اختصاص داده می‌شود فرایند کامل شده و منابعش را آزاد می‌کند:
- [<available : <9 3 4> - <4 2 0> + <4 2 2> = <۹ ۳ ۶]

```
R
1
 R
2
 R
3

P
1
 0 0 0
P
2
 0 0 0
P
3
 0 0 0
P
4
 0 0 0
```

#### مثال برای حالت ناامن
در مثال قبل فرض کنید مقادیر تخصیص یافته فرایند p2 از <۲ ۱ ۶> به <۱ ۱ ۵> و فرایند p1 از <۰ ۰ ۱> به <۱ ۰ ۲> تغییر حالت دهند. با این تغییر ماتریس نیازها هم تغییر خواهد کرد. یعنی:
ماتریس تخصیص یافته‌ها :
```
R
1
 R
2
 R
3

P
1
 2 0 1
P
2
 5 1 1
P
3
 2 1 1
P
4
 0 0 2
```

ماتریس نیازها :
```
R
1
 R
2
 R
3

P
1
 1 2 1
P
2
 1 0 1
P
3
 1 0 3
P
4
 4 2 0
```

بردار موجودی :
```
R
1
 R
2
 R
3

۱ ۱ ۰
```

- همانگونه که مشاهده می‌شود تمامی فرایندها به حداقل یک واحد از منبع R1 نیازمندند؛ اما بردار موجودی R1 صفر است. پس این حالت از تخصیص، حالت نا امن است.

## مطالعه بیشتر
- "Operating System Concepts" by Silberschatz, Galvin, and Gagne (pages 259-261 of the 7th edition)
- Dijkstra، Edsger W. The mathematics behind the Banker’s Algorithm (EWD-623). E٫W٫ Dijkstra Archive. Center for American History, دانشگاه تگزاس در آستین. (original; transcription) (1977), published as pages 308–312 of Edsger W. Dijkstra, Selected Writings on Computing: A Personal Perspective, Springer-Verlag, 1982. ISBN 0-387-90652-5